# Parzątczak

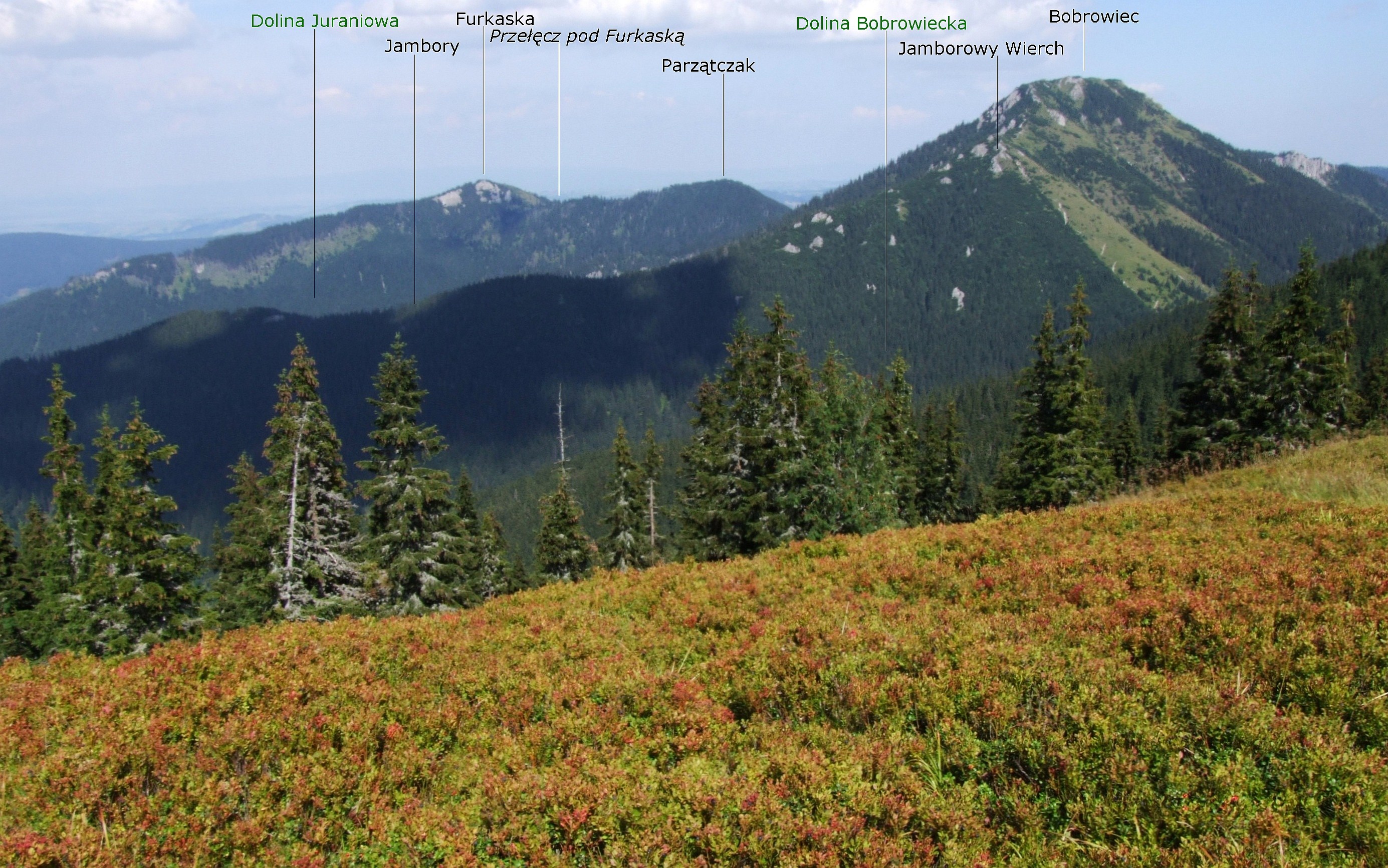
Widok ze szlaku Przełęcz pod Osobitą – Grześ

Parzątczak – niewybitny szczyt o wysokości 1486 m w północnej grani Wołowca w Tatrach Zachodnich. Znajduje się w tej grani pomiędzy Bobrowcem (1663 m), oddzielony od niego wybitną Juraniową Przełęczą (1376 m), a Furkaską (1491 m), od której oddzielony jest płytką Przełęczą pod Furkaską. Przez grań tę przebiega granica polsko-słowacka, jak również Wielki Europejski Dział Wodny pomiędzy Morzem Czarnym i Bałtykiem. Z Parzątczaka odchodzą 2 boczne ramiona:
- od szczytu w kierunku wschodnim grzbiet Przysłopu, oddzielający Dolinę Długą od doliny Głębowiec,
- z grani pomiędzy Parzątczakiem a Juraniową Przełęczą odchodzi w kierunku północno-zachodnim krótka grzęda Wałowca oddzielająca główny ciąg Doliny Juraniowej od jej odgałęzienia – doliny Jaworzynki Juraniowej[2].

Parzątczak wznosi się więc nad słowacką Doliną Juraniową i polską Doliną Chochołowską (Dolina Długa i Głębowiec są jej bocznymi odnogami). Jest zalesiony, ale nieco pod szczytem, w grzbiecie Przysłopu znajduje się duża polana Jaworzyna pod Furkaską. Z Doliny Chochołowskiej prowadzi przez nią wschodnimi stokami Parzątczaka droga gruntowa na Juraniową Przełęcz. Polana i wschodnie stoki Parzątczaka były dawniej terenami pasterskimi Wspólnoty Leśnej Uprawnionych Ośmiu Wsi, wchodziły w skład Hali Jaworzyna pod Furkaską. Obecnie cały ten rejon znajduje się na obszarze słowackiego i polskiego parku narodowego. Nie prowadzi tędy żaden szlak turystyczny. Dawniej istniejący szlak turystyczny z Umarłej Przełęczy przez Juraniową Przełęcz i szczyt Bobrowca na Bobrowiecką Przełęcz został zlikwidowany przez TANAP w czerwcu 2008 r.